# 劉佳 (乒乓球運動員)
劉佳（1982年2月16日—），女，北京人，奧地利乒乓球運動員，左手橫握球拍。

## 生平
1992 年至 1995 年，刘就读于北京什刹海体育高中。
她于 1997 年 3 月来到奥地利，不会说德语或英语，但在定居奥地利的一年内很快就学会了德语。她在抵达后不久就赢得了第一届奥地利国际青年锦标赛。1998 年 2 月 16 日，也就是她 16 岁生日那天，她成为奥地利公民，并成为奥地利乒乓球队的一员。她的丈夫 David Arvidsson 是一名国际丹麦乒乓球运动员。

## 职业生涯
劉佳從11歲開始打球，曾與張怡寧、李佳薇和吳雪等人為同一批的中國青年隊成員。15歲時，劉佳爲了發展自己的乒乓球事業，移居奧地利打球，其後曾代表奧地利參加2000年、2004年、2008年、2012年、2016年的五屆奧運會乒乓球女子單打比賽，並未獲得獎牌。
她参加了 2016 年里约热内卢夏季奥运会。她在第四轮被新加坡的冯天薇击败。她还参加了女子团体赛，但奥地利队在四分之一决赛中被日本队击败。刘是奥地利在国际游行期间的旗手。

## 比赛成绩

### 欧洲锦标赛
- 欧洲冠军 女子单打：2005 奥胡斯
- 女子单打银牌：2008 年圣彼得堡
- 银牌 女子单打：2010 年俄斯特拉发
- 铜牌 混合：2005 年奥胡斯（与 Werner Schlager 合作）)
- 铜牌 混合：2002 年萨格勒布（与 Werner Schlager 合作）

### 世界锦标赛
- 四分之一决赛 女子单打和双打：2001 年大阪
- 女子团体第 6 名：2008 广州

### 专业赛
- 2012 年捷克公开赛冠军：女子单打
- 2008 年德国公开赛冠军：女子单打
- 2004 年巴西公开赛冠军：女子单打
- 2004 年美国公开赛冠军：女子双打
- 2006 年波兰公开赛亚军：女子单打和双打
- 2004 年埃及公开赛亚军：女子单打
- 2004 年克罗地亚公开赛亚军：女子单打
- 2003 年韩国公开赛亚军：女子单打
- 2001 年巴西公开赛亚军：女子单打
- 2001 年克罗地亚公开赛亚军：女子双打
- 1999 年捷克公开赛亚军：女子双打
- 1999 年澳大利亚网球公开赛亚军：女子双打
- 1999 年卡塔尔公开赛亚军：女子双打[5]